# Trichocerapoda oblita
Trichocerapoda oblita là một loài bướm đêm trong họ Noctuidae.